# Isu Group
Isu Group é um conglomerado industrial sul coreano sediado em Seul, que atua em diversos ramos da economia.

## Subsidiarias
- Isu Corporation
- Isu Chemical Company
- Isu Constructions
- Isu Petasys
- Isu Oil Marketing Sales
- Isu Venture Capital
- Isu Business Systems
- Isu Abxis
- Isu Ubcare
- Isu Exachem
- Isu Exaboard
- Total-Isu Oil Company